# Новий Степ (зупинний пункт)
Нови́й Степ — пасажирський залізничний зупинний пункт Херсонської дирекції залізничних перевезень Одеської залізниці на лінії Колосівка — Миколаїв між станціями Первенець (21 км) та Зелений Гай (13 км). Розташований біля села Новий Степ Веселинівської селищної громади Вознесенського району Миколаївської області.

## Пасажирське сполучення
На платформі Новий Степ зупиняються приміські поїзди сполученням Миколаїв-Вантажний — Колосівка (курсує 
одна пара поїздів щоп'ятниці та щонеділі).